# Talca (provins)
Provincia de Talca är en provins i Chile.   Den ligger i regionen Región del Maule, i den södra delen av landet, 230 km söder om huvudstaden Santiago de Chile. Antalet invånare är 370 154. Arean är 9 938 kvadratkilometer.
Terrängen i Provincia de Talca är kuperad åt nordväst, men åt sydost är den bergig.
Provincia de Talca delas in i:

- Constitución
- Curepto
- Empedrado
- Maule
- Pelarco
- Pencahue
- Rio Claro
- San Clemente
- San Rafael
- Talca

Trakten runt Provincia de Talca består till största delen av jordbruksmark. Runt Provincia de Talca är det glesbefolkat, med 8 invånare per kvadratkilometer.